# Evangelische Kirche (Rengershausen)

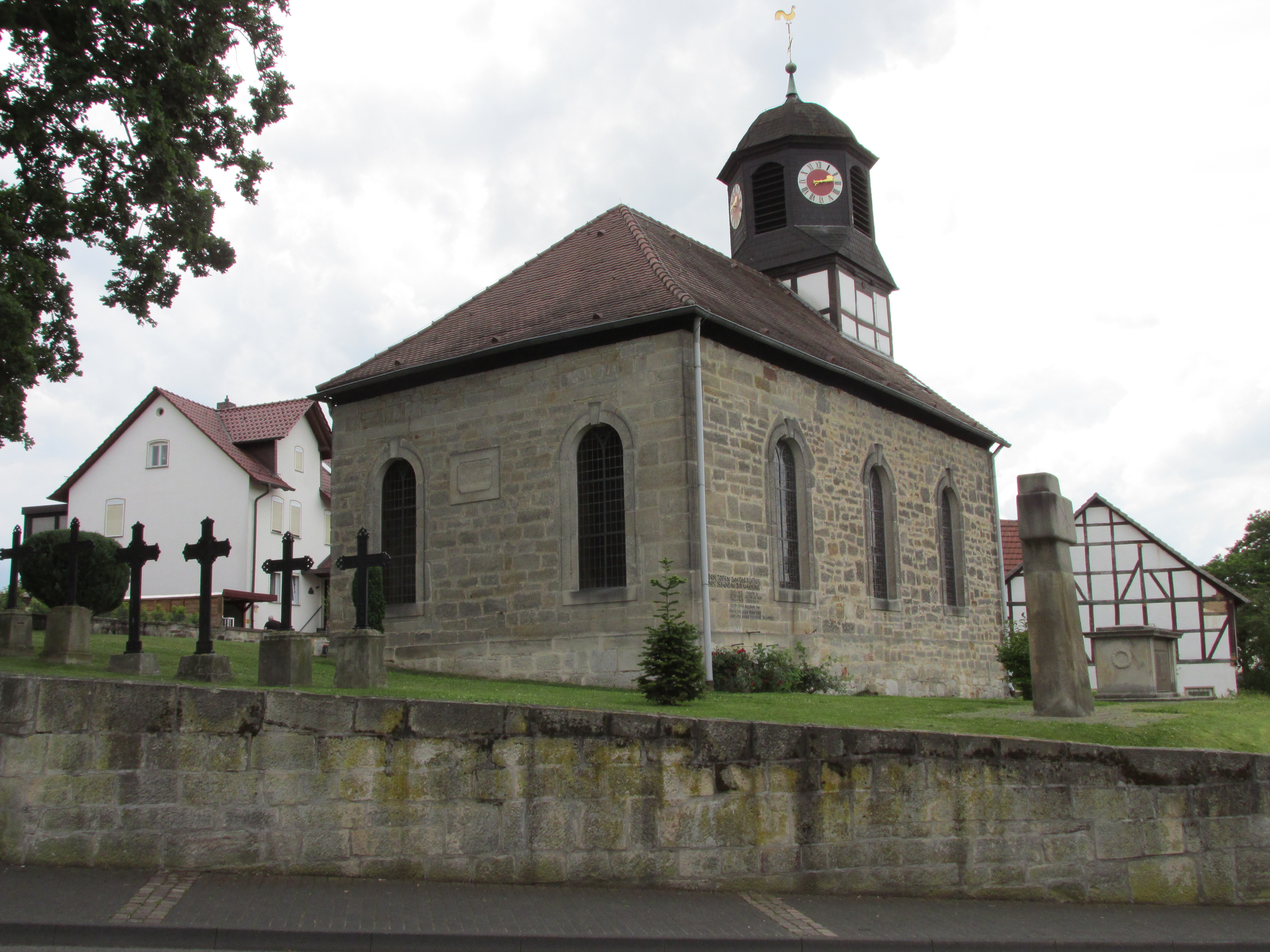
Evangelische Kirche in Rengershausen

Die evangelische Kirche Rengershausen ist ein denkmalgeschütztes Kirchengebäude in Rengershausen, einem Stadtteil von Baunatal im Landkreis Kassel in Hessen. Die Kirche gehört zur Kirchengemeinde Rengershausen-Guntershausen im Kirchenbezirk Baunatal im Kirchenkreis Kaufungen im Sprengel Kassel der Evangelischen Kirche von Kurhessen-Waldeck.

## Beschreibung
Die alte Kirche wurde bereits bei den Ausbesserungsarbeiten 1743 und 1758 als baufällig bezeichnet. Daher wurde im Jahre 1790 ein Entwurf zum Neubau einer Kirche dem Konsistorium zur Genehmigung vorgelegt. Die klassizistische Saalkirche wurde im Jahre 1800 im Rundbogenstil aus Bruchsteinen erbaut. 1832 wurde das Kirchenschiff um den Chor erweitert, was an den Außenwänden heute noch ersichtlich ist. Aus dem mit Biberschwänzen gedeckten Satteldach des Kirchenschiffs, erhebt sich im Westen ein Dachturm aus Holzfachwerk, der einen achteckigen, schiefergedeckten Aufsatz hat, der die 1986 angeschaffte Turmuhr und den Glockenstuhl mit zwei Kirchenglocken beherbergt. Die im Jahr 1858 von Henschel & Sohn gegossenen Glocke musste im Ersten Weltkrieg abgeliefert werden und wurde erst 1925 durch eine Glocke der Glocken- und Kunstgießerei Rincker ersetzt.
An der Westwand des Innenraumes wurden 1839 die Orgel und an der von zwei Fenstern durchbrochenen Ostwand die aus dem Jahre 1801 stammende hölzerne Kanzel aufgestellt. Die auf den Nord-, West- und Südseiten angeordneten Emporen durchschneiden die hohen Bogenfenster.